# William Beckman
William Beckman (né le 12 mai 1881 à New York et mort le 14 juin 1933 dans la même ville) est un lutteur sportif américain.

## Biographie
William Beckman obtient une médaille d'argent olympique, en 1904 à Saint-Louis en poids mi-moyens.